# Ghercești
Ghercești è un comune della Romania di 1 695 abitanti, ubicato nel distretto di Dolj, nella regione storica dell'Oltenia.
Il comune è formato dall'unione di 5 villaggi: Gârlești, Ghercești, Luncșoru, Ungureni, Ungurenii Mici.